# Лістунова Ліана Олегівна
Ліана Олегівна Лістуно́ва (нар. 26 січня 1964, Нові Каплани) — українська майстриня декоративно-ужиткового мистецтва і педагог; член Національної спілки майстрів народного мистецтва України з 1999 року (голова її Миколаївського осередку з 2010 року).

## Біографія
Народилася 26 січня 1964 року у селі Нових Капланах (нині Болградський район Одеської області, Україна). З 1969 року живе в Миколаєві. Закінчила Одеське художнє училище.
З 1988 року працювала декоратором Миколаївського театру драми та музичної комедії, з 1990 року — постановником у Будинку культури. 1996 року закінчила Миколаївську філію Київського національного університету культури і мистецтв, де навчалася у Інни Черкесової.
У 1996 році почала викладати ткацтво в школі мистецтв та ремесел; у 1998 році заснувала і стала завідувачем кафедри декоративно-прикладного мистецтва у Миколаївському коледжі культури і мистецтв, де працювала до 2003 року.
2011 року удостоєна премії імені В. М. Гнатюка за збереження та охорону нематеріальної культурної спадщини.

## Творчість
Працює у галузі килимарства. Авторка килима «З козацького бароко» (2014, вовна, ручне ткацтво). Досліджує народні інтер'єрні тканини Півдня України 19—20 століть. Авторка статей:
- «З історії формування традиційної української хати, її інтер'єру та художнього оздоблення» // «Заселення Півдня України. Проблеми національного та культурного розвитку», Херсон, 1997, № 5;
- «Народна художня тканина в побуті Північного Причорномор'я ХІХ–ХХ століть» // «Історико-культурологічні слов'янознавчі читання», Москва, 1997.

Учасниця обласних, всеукраїнських з 1997 року та міжнародних 1998 року мистецьких виставок. Персональні виставки відбулися в Одесі у 2007 році, Миколаєві у 2013 році.